# Bahnstrecke Dollnstein–Rennertshofen
| |                          |                    |                    |
| Streckennummer: | 5322                     |                    |                    |
| Kursbuchstrecke: | zuletzt 413n 413n (1946) |                    |                    |
| Streckenlänge: | 21,33 km                 |                    |                    |
| Spurweite: | 1435 mm (Normalspur)     |                    |                    |
| |                          |                    |                    |
| \| \| \| von München \| \| \| \| 0,00 \| Dollnstein \| 402 m \| \| \| \| nach Treuchtlingen \| \| \| \| 3,90 \| Ried (Mittelfr) \| Ried (Mittelfr) \| \| \| 6,80 \| Konstein \| Konstein \| \| \| 8,52 \| Wellheim \| 398 m \| \| \| 11,80 \| Feldmühle \| Feldmühle \| \| \| 14,00 \| Hütting \| 397 m \| \| \| 17,20 \| Ellenbrunn \| Ellenbrunn \| \| \| 18,80 \| Mauern \| Mauern \| \| \| 20,99 \| Rennertshofen \| Rennertshofen \| |                          |                    |                    |
| Strecke |                          | von München        | von München        |
| Bahnhof | 0,00                     | Dollnstein         | 402 m              |
| Abzweig ehemals geradeaus und nach rechts |                          | nach Treuchtlingen | nach Treuchtlingen |
| Haltepunkt / Haltestelle (Strecke außer Betrieb) | 3,90                     | Ried (Mittelfr)    | Ried (Mittelfr)    |
| Bahnhof (Strecke außer Betrieb) | 6,80                     | Konstein           | Konstein           |
| Bahnhof (Strecke außer Betrieb) | 8,52                     | Wellheim           | 398 m              |
| Haltepunkt / Haltestelle (Strecke außer Betrieb) | 11,80                    | Feldmühle          | Feldmühle          |
| Bahnhof (Strecke außer Betrieb) | 14,00                    | Hütting            | 397 m              |
| Bahnhof (Strecke außer Betrieb) | 17,20                    | Ellenbrunn         | Ellenbrunn         |
| Haltepunkt / Haltestelle (Strecke außer Betrieb) | 18,80                    | Mauern             | Mauern             |
| Kopfbahnhof Streckenende (Strecke außer Betrieb) | 20,99                    | Rennertshofen      | Rennertshofen      |

Die Bahnstrecke Dollnstein–Rennertshofen war eine 21 Kilometer lange, eingleisige Nebenbahn in Oberbayern. Sie führte durch das Wellheimer Trockental von Dollnstein bis Rennertshofen. Wegen ihrer Lage im Tal der Urdonau wird sie auch als Urdonautalbahn oder Urdonaubahn bezeichnet.
Die Königlich Bayerischen Staatseisenbahnen nahmen die Strecke 1916 in Betrieb. Die Deutsche Bundesbahn stellte den Personenverkehr 1960 und den Güterverkehr 1993 ein. Von 1985 bis 1994 verkehrten zudem Museumszüge auf der Strecke. Die Strecke ist heute abgebrochen.

## Geschichte

### Streckenvorschläge und Planung
Das Wellheimer Trockental blieb lange ohne Eisenbahnanschluss. 1899 kam es zur Gründung eines Lokalbahn-Comités Dollnstein–Rennertshofen mit dem Ziel, eine von der Bahnstrecke München–Treuchtlingen ausgehende Lokalbahn zu errichten. Am 24. Januar 1900 wurde an das für den Eisenbahnbau zuständige Staatsministerium des Königlichen Hauses eine entsprechende Petition verfasst. Am 30. August 1900 beauftragte das Ministerium die Generaldirektion der Königlich Bayerischen Staatseisenbahnen, eine Kosten- und Rentabilitätsberechnung zu erarbeiten. Diese wurde am 9. Dezember 1901 vorgelegt und wies ein zu erwartendes Defizit von 2.000 Mark jährlich aus.
Dennoch verfasste das Lokalbahn-Comité am 8. März 1902 seine nächste Petition, in der diese Berechnung zurückgewiesen wurde. Es kam zu langwierigen Verhandlungen, bis nach ausführlichen Beratungen im Landtag das Spezialgesetz vom 16. August 1908 an 22. Stelle den Bau der Lokalbahn Dollnstein–Rennertshofen anführte. Der Vorschlag der Stadt Neuburg an der Donau, eine Verbindung von Neuburg aus nach Rennertshofen herzustellen, wurde am 19. März 1914 vom Verkehrsministerium abgelehnt.

### Errichtung, Inbetriebnahme und erste Betriebsjahre
Am 27. Mai 1913 begannen die Bauarbeiten. Am Bahnhof Dollnstein waren umfangreiche Sprengungen notwendig, um das Bahnhofsgelände zu verbreitern. Das gewonnene Gestein wurde beim Bau eines rund fünf Meter hohen Bahndamms an der Ausfahrt verwendet. Der Streckenbau schritt in dem unproblematischen Gelände rasch voran, bis er im August 1914 durch den Ausbruch des Ersten Weltkrieges zum Erliegen kam.
Danach kam man erheblich langsamer voran. Mit Hilfe von Kriegsgefangenen konnten die Arbeiten am 17. Mai 1916 abgeschlossen werden. Die Gesamtkosten betrugen 951.243,45 Mark. Am 18. Mai 1916 wurde die Strecke trotz des Krieges feierlich eröffnet. Eine mit dem Schild „Willkommen“ an der Rauchkammer versehene ML 2/2 zog den mit Girlanden geschmückten ersten Zug. Die Schulkinder durften kostenlos fahren, und der Lokführer erhielt vom Lokalbahn-Comité eine goldene Uhr.
Ein Empfangsgebäude mit angebauter Ladehalle entstand vorerst nur im Endbahnhof Rennertshofen. In den 1920er Jahren kamen Betriebsgebäude in Rennertshofen sowie Dienstgebäude in Konstein und Wellheim dazu, während man in Hütting und Ellenbrunn die Abfertigung in Privathäusern unterbrachte. Rennertshofen war die einzige Außenstelle des Bahnbetriebswerks Treuchtlingen. Aufgrund der zunehmenden Verdrängung der Dampflokomotive durch Schienenbusse endete dieser Status mit der Auflösung der Außenstelle im Jahr 1957.
Während des Zweiten Weltkrieges kam es zu vielen Unregelmäßigkeiten und Umstellungen, da die Nebenbahn als Abstellgleis für rollende Verpflegungs- und Versorgungsmagazine benutzt wurde. Ein Angriff von amerikanischen Tieffliegern auf einen Güterzug bei Mauern am 1. April 1945 hinterließ schwere Schäden. Erst Ende 1945 wurde der Betrieb auf der Strecke wieder aufgenommen.

## Fahrzeugeinsatz und Verkehr

### Königlich Bayerische Staatseisenbahnen und Deutsche Reichsbahn
Die täglich zwei Personenzugpaare wurden anfangs von zwei PtL 2/2 gezogen. An Sonn- und Feiertagen verkehrte ein zusätzliches Zugpaar. Die Fahrzeit betrug knapp eine Stunde. 1921 bis 1923 verkehrten drei Zugpaare täglich, ab Sommer 1926 erneut, dann aber eines begrenzt auf den Abschnitt Dollnstein–Wellheim.

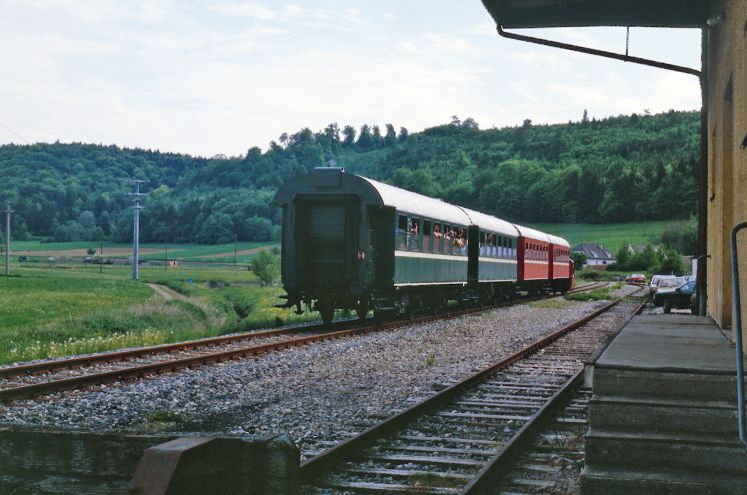
Museumszug in Wellheim

1925 lösten Fahrzeuge der Baureihe 70° die PtL 2/2 ab. Jeweils eine einzige Maschine dieser bis 1960 eingesetzten Baureihe bewältigte den gesamten Zugverkehr. Das zuständige Bahnbetriebswerk Treuchtlingen brachte unter anderem die Lokomotiven 004, 006, 007, 012, 020, 025, 027, 028, 030, 036, 044, 045, 057, 091, 092, 093 und 094 zum Einsatz. Die Personenzüge mit Güterverkehr beförderten außer Saatgut, Zuckerrüben und Kohlen für die Glashütte in Konstein viel lebendes Vieh, das an den Unterwegsstationen auf Rampen verladen wurde. Die Wagengarnitur bestand aus einem oder zwei Personenwagen, einem Gepäck-/Postwagen und einem oder mehreren Viehwagen.
Ab Sommer 1935 verkehrten zwei Zugpaare von Dollnstein nach Wellheim.

### Deutsche Bundesbahn
Der erste Nachkriegsfahrplan 1947 enthielt drei Zugpaare auf der Gesamtstrecke und zwei weitere im Abschnitt von Dollnstein nach Wellheim.
Ab Winter 1949 erschienen zusätzlich Schienenbusse der Baureihe VT 70, die aber mit Ende des Winterfahrplans 1951/52 wieder abgezogen wurden. Der Personenverkehr ging zurück, was durch das relativ hohe Aufkommen im Güterverkehr nicht gedeckt werden konnte. Ab 1956 wurde ein VT 95 eingesetzt, der ohne Beiwagen verkehrte und um rund 15 Minuten schneller war als ein Dampfzug. Die Güterzüge mit Personenverkehr entfielen, die Dampflokomotive hatte nur noch den täglichen Güterzug auf der Gesamtstrecke und einen weiteren zur Belieferung der Konsteiner Glashütte zu bedienen.
Im letzten Fahrplan Sommer 1960 verkehrten täglich vier Zugpaare auf der Gesamtstrecke und je zwei zwischen Dollnstein und Wellheim.
Die Deutsche Bundesbahn verpflichtete sich, den Personenverkehr auf Bahnbusse zu verlegen. Am 2. Oktober 1960 um 12:24 Uhr fuhr der letzte reguläre Zug im Personenverkehr in Rennertshofen ab, bestehend aus einem VT 95 und der 70 091. Um 13:00 Uhr traf dieser in Rennertshofen ein, und bereits am Nachmittag übernahmen Bahnbusse den Dienst.
Der Güterverkehr wurde durch Kleinlokomotiven der Baureihen Kö und Köf II übernommen, denen ab Sommer 1970 Diesellokomotiven der Baureihen 211 und 260 folgten.

### Museumsbahn
Die 1985 gegründete Vereinigung zur Erhaltung historischen Eisenbahnmaterials ließ ab Sommer desselben Jahres wieder Personenzüge auf der vom Abbau bedrohten Strecke verkehren. Am 27. Juli 1985 wurde mit Erlaubnis der Deutschen Bundesbahn der Museumsbetrieb mit der im November 1984 ausgemusterten Kleinlokomotive 323 328 und vier Wagen wieder aufgenommen. Nach entsprechender Aufarbeitung waren die Fahrzeuge für den Einsatz auf der Rennertshofener Strecke zugelassen worden. Damit erlaubte die Deutsche Bundesbahn erstmals den Einsatz privater Museumszüge auf einer ihr gehörenden Bahnanlage. 1987 kam von der Zeche Anna in Alsdorf die Dampflok ANNA, eine 1952 von Krupp erbaute Rangierdampflok. In einem Mustervertrag wurden die gegenseitigen Rechte und Pflichten zwischen der Deutschen Bundesbahn und den Betreibern der Museumsbahn geregelt. 1988 wurde von der Zellstoff-Fabrik Kelheim die 1936 von Krauss-Maffei erbaute Werklok 2 erworben, die den Namen EMMA erhielt. 1992 und 1993 bewältigte EMMA allein den Museumszugbetrieb.
Der Museumszug fuhr in Dollnstein an einem neu errichteten Bahnsteig zwischen Bahnhof und der Straßenbrücke an der Nebenstrecke ab.

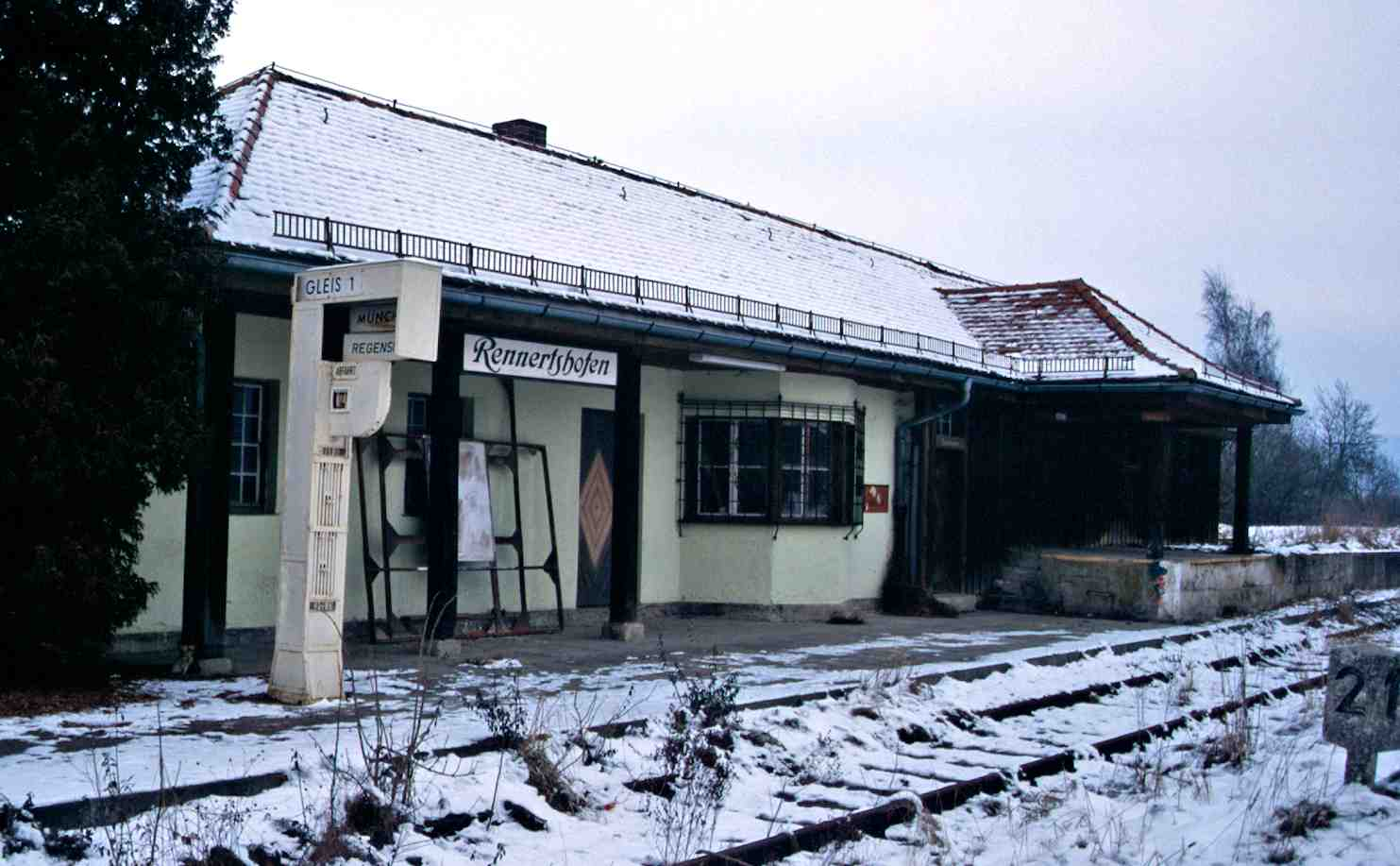
Bahnhof Rennertshofen 1996
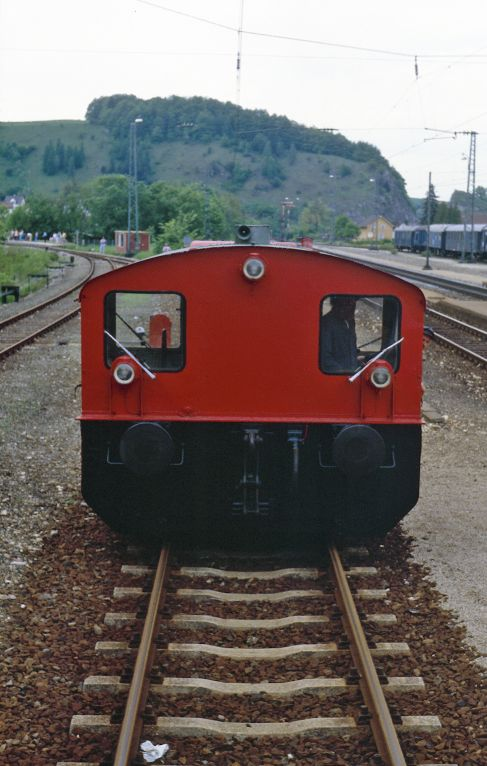
Bahnhof Dollnstein, links Strecke nach Rennertshofen, im Hintergrund der Bahnsteig für die Museumsbahn, rechts Strecke nach Treuchtlingen
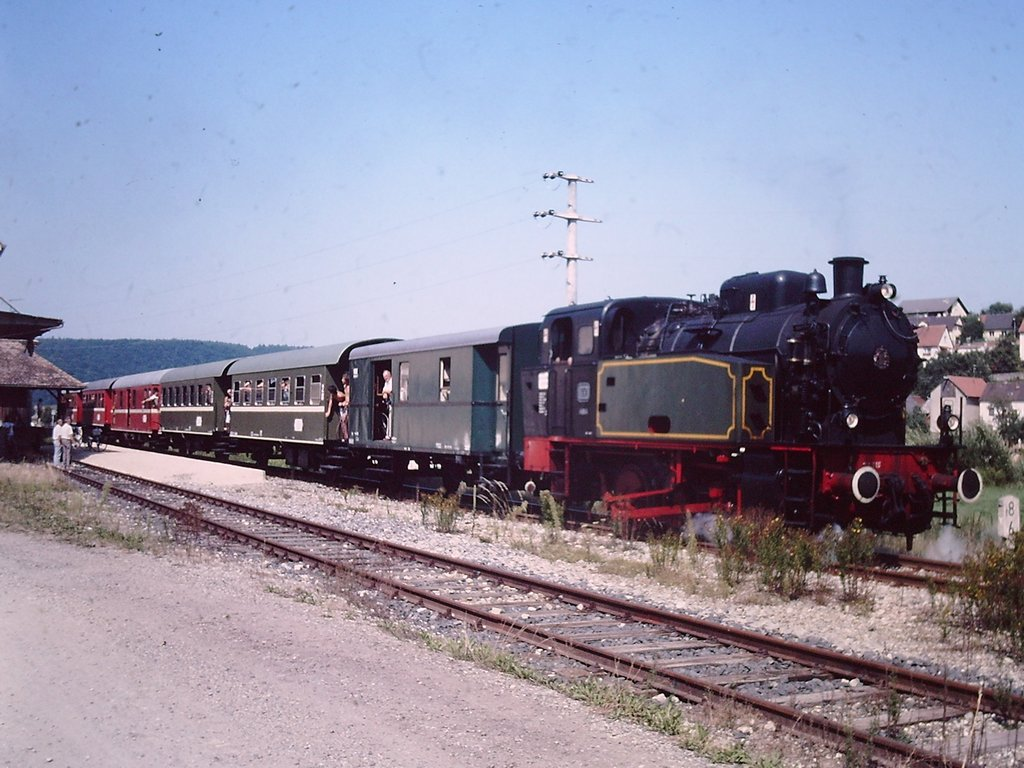
Museumszug mit Lok Anna am 14. August 1988 im Bahnhof Wellheim
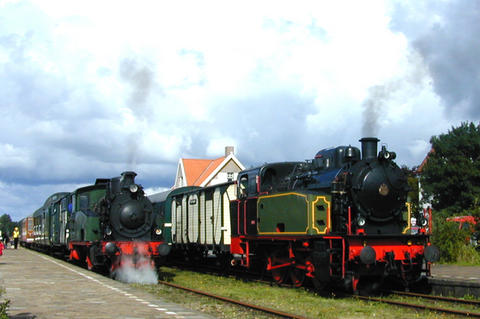
Museumszug mit Lok Emma und Lok Anna am 16. September 2001 im Bahnhof Stadskanaal

## Stilllegung

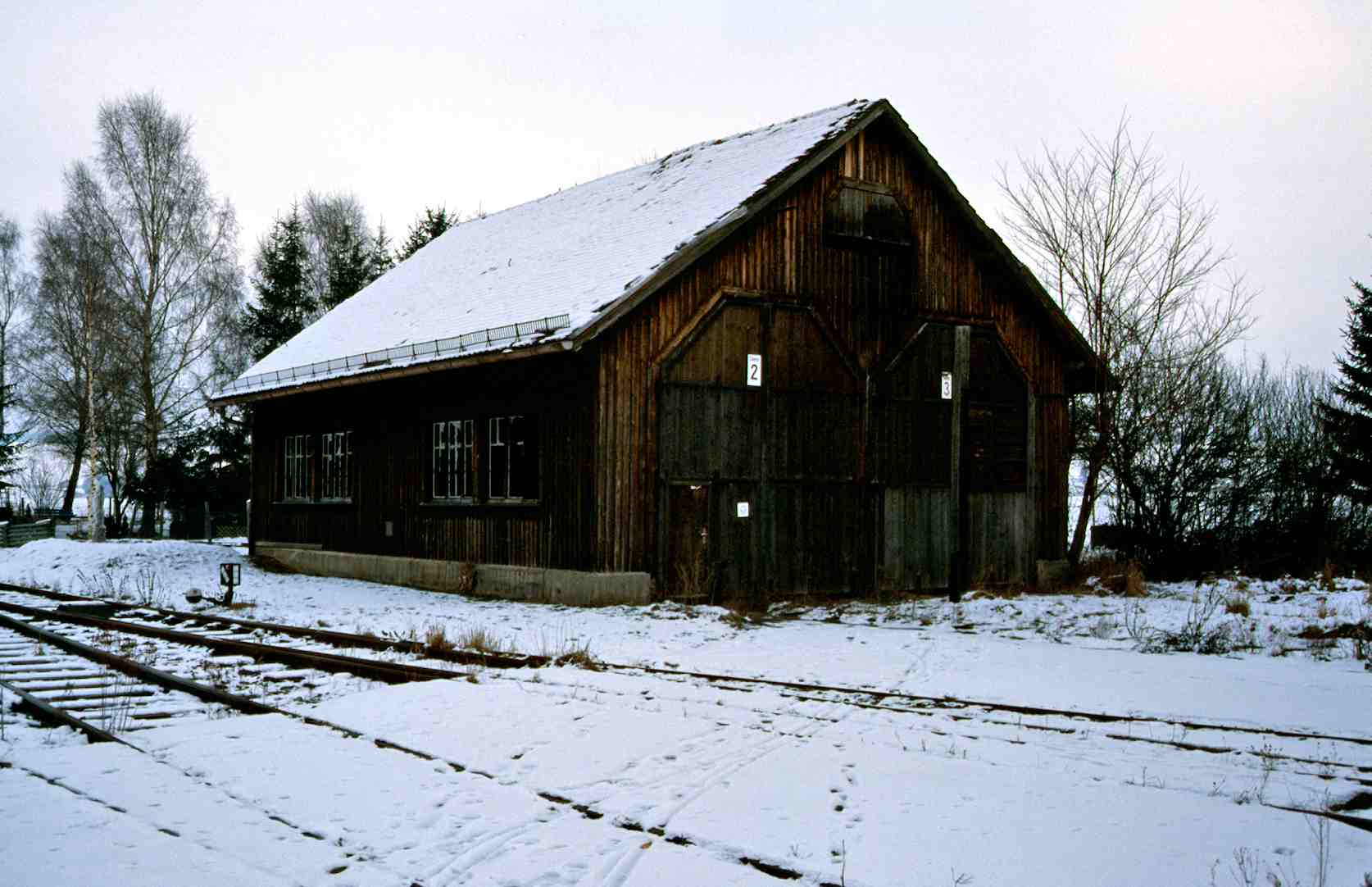
Lokschuppen Rennertshofen 1996

Trotz der beliebten Museumszugfahrten hielt die Deutsche Bundesbahn an ihren Stilllegungsplänen fest. Das Güterverkehrsaufkommen, zuletzt von Fahrzeugen der Baureihe 290 erledigt, war oft sehr gering. Rennertshofen wurde nur bei Bedarf angefahren, meist endeten die Güterzüge in Konstein. Im November 1991 legte die Deutsche Bundesbahn ein Angebot zum Verkauf der Strecke von vier Millionen DM vor, das ein Jahr später unter Anrechnung der für den Streckenrückbau erforderlichen Kosten auf drei Millionen reduziert wurde. Der Verein und die Gebietskörperschaften waren jedoch nur zur Zahlung von 500.000 DM bereit. Im Februar 1993 gab die Bundesbahndirektion München die Einstellung des Güterverkehrs zum 31. Mai 1993 bekannt. Nun blieb nur noch die Museumsbahn, mit deren Betreibern in letzter Minute ein neuer Mietvertrag zustande kam. Die Deutsche Bundesbahn reduzierte ihr Verkaufsangebot auf 900.000 DM. Am 10. Oktober 1993 beförderte EMMA den letzten Zug des Jahres, was sich als der letzte Zug überhaupt erweisen sollte. Noch während der laufenden Verhandlungen verkauften die Museumsbahner die beiden Dampflokomotiven, um die Schulden bei der Deutschen Bundesbahn tilgen zu können, an die Museumsbahn Veendam–Stadskanaal / Stadskanaal–Musselkanaal. Im Juni 1994 holte ein Tieflader die Lokomotiven ab. Auch die Spantenwagen und der Postwagen wurden an diese niederländische Museumsbahn abgegeben. Anfang 2012 übernahm schließlich das Bayerische Eisenbahnmuseum (BEM) in Nördlingen die Lokomotive EMMA.
Die Kleinlok 323 328 wurde 1994 von der DBK Historische Bahn e. V. in Crailsheim übernommen.
Hoffnungen, das Bayerische Eisenbahnmuseum in Nördlingen werde die inzwischen gesperrte, aber noch immer vorhandene Strecke erwerben, erfüllten sich nicht. Bis zum Jahr 2000 wurde alles abgebrochen; die Trasse ist inzwischen zum Teil überbaut. Auf der ehemaligen Bahnstrecke verläuft heute ein Radweg, der bis Wellheim etwa 7,8 km der stillgelegten Strecke nutzt.